# Pletena
Pletena (în bulgară Плетена) este un sat în Obștina Satovcea, Regiunea Blagoevgrad, Bulgaria.

## Demografie
Componența etnică a satului Pletena
     Turci (1,02%)
     Nicio identificare (23,51%)
     Bulgari (75,46%)
     Romi (0%)
La recensământul din 2011, populația satului Pletena era de 1.561 locuitori. Din punct de vedere etnic, majoritatea locuitorilor (75,46%) erau bulgari, cu o minoritate de turci (1,02%). Pentru 23,51% din locuitori nu este cunoscută apartenența etnică.